# Handlová
Handlová (deutsch Krickerhau; ungarisch Nyitrabánya, bis 1907 Handlova) ist eine Stadt in der Slowakei mit 15.457 Einwohnern (Stand 31. Dezember 2024). Sie liegt am Fluss Handlovka im Oberneutraer Kessel (Hornonitrianska kotlina), vom Žiar-Gebirge und vom Vogelgebirge umgeben, 15 km von Prievidza und 20 km von Žiar nad Hronom entfernt. Sie gehörte zum Hauerland.

## Geschichte

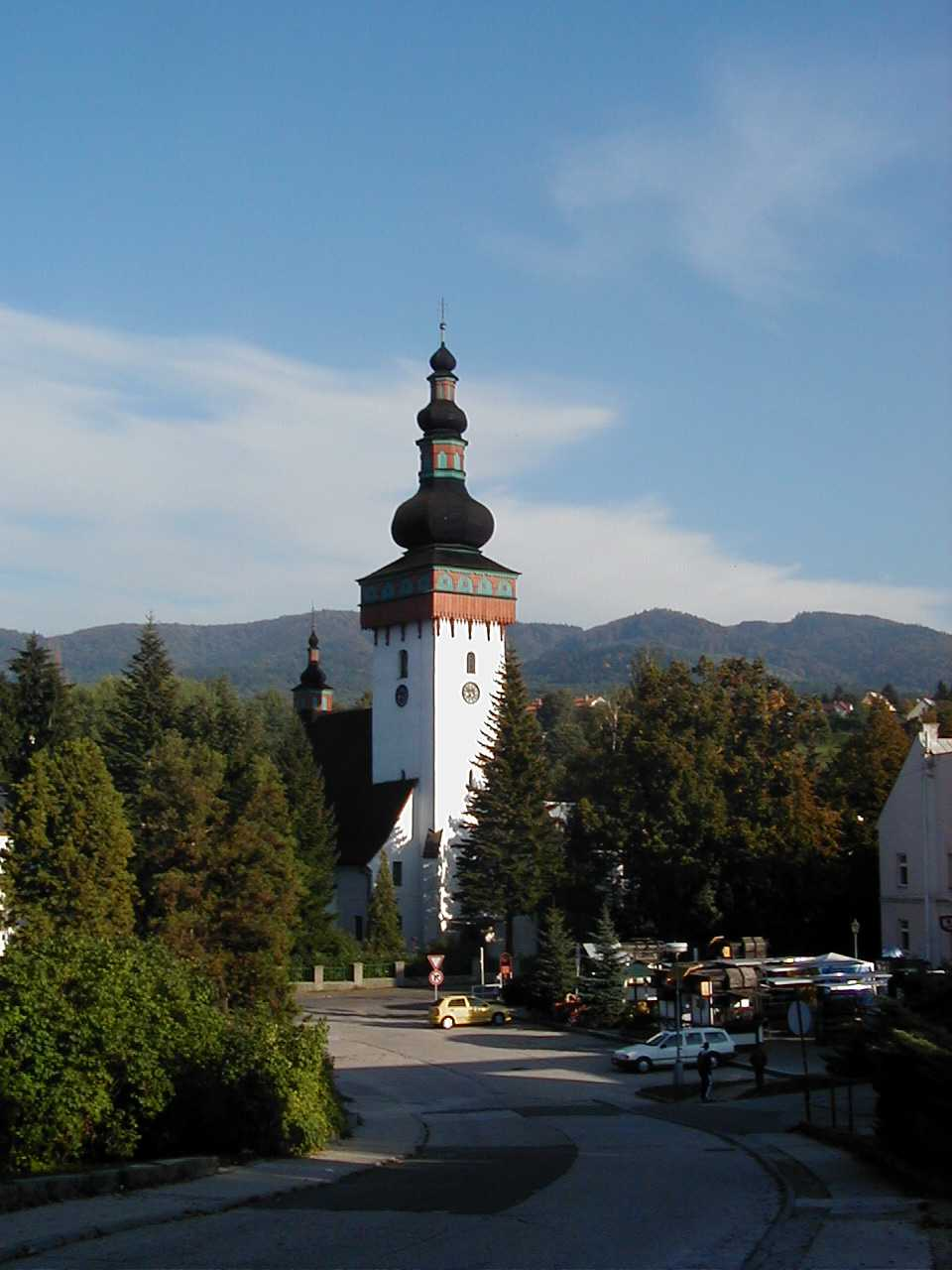
Kirche in Handlová

Die Stadt wurde 1367 zum ersten Mal erwähnt und war zu diesem Zeitpunkt von deutschen Siedlern, den Karpatendeutschen, bewohnt. Der Kohleabbau begann in der zweiten Hälfte des 18. Jahrhunderts.
Wie viele andere deutschsprachige Orte der Slowakei wurde Krickerhau während des Slowakischen Nationalaufstands 1944 Schauplatz von Massakern an der deutschen Zivilbevölkerung durch slowakische Partisanen. In Krickerhau wurden dabei 130 Deutsche getötet. Die verbliebene deutsche Bevölkerung wurde durch die Beneš-Dekrete enteignet und vertrieben.
1960 erhielt Handlová das Stadtrecht und besteht heute aus den drei Gemeindeteilen Handlová, Nová Lehota und Morovno (beide 1976 eingemeindet).

### 21. Jahrhundert

#### Grubenunglück im August 2009
In der Nacht vom 10. zum 11. August 2009 ereignete sich in Handlová das bis dahin schwerste Grubenunglück in der Geschichte der Slowakei, bei dem 20 Menschen getötet und neun verletzt wurden. Ursache des Unglücks war ein Feuer, das in der Kohlengrube ausgebrochen war.
Zur Brandbekämpfung stiegen Bergleute und Angehörige einer Rettungsmannschaft in über 300 Meter Tiefe ab. Etwa zwei Stunden später kam es in einem offengelassenen Nebenschacht der Grube zu einer Explosion. Die Rettungsmannschaft hielt sich zu diesem Zeitpunkt in unmittelbarer Nähe des Explosionsorts auf. Verursacht wurde die Explosion vermutlich durch Kohlenmonoxid, das sich während des vorausgegangenen Brandes ausgebreitet hatte.
Premierminister Robert Fico ordnete Staatstrauer an.

#### Hochwasser 2010
Nach einem Bruch des Dammes des Flusses Handlovka wurde Handlova ebenso wie Prievidza überflutet, wobei auch ein Mann ums Leben kam.

#### Attentat auf Ministerpräsident Fico
Nach einer Sitzung des slowakischen Kabinetts in der Stadt wurde am 16. Mai 2024 in Handlová ein Attentat auf Ministerpräsident Robert Fico verübt, das dieser nur knapp überlebte.

## Nová Lehota
Das Dorf Nová Lehota (deutsch Neuhau, neuhauerisch Neihaa/Najhaa, ungarisch Újgyarmat bzw. Új-Gyarmat) wurde zum ersten Mal in den Büchern des 48. Erzbischof von Esztergom Ippolito I. d’Este erwähnt.
Im Jahre 1487 als Noua Leotta,
- 1773 Nowa Lehota,
- 1784 Neuhay,
- 1804 Uj Lehota, Neuhey,
- 1930 Neuhay

und seit 1940 Nová Lehota – Neuhau.
Bis zum Zweiten Weltkrieg war Neuhau fast ausschließlich von Deutschen bewohnt; das Dorf bestand damals aus 242 Häusern und hatte etwa 1400 Einwohner. Nach der Vertreibung der deutschen Bevölkerung im Jahr 1946 wurde der Ort hauptsächlich mit Slowaken aus Ungarn neu besiedelt. Heute hat er weniger als 300 Einwohner. 1976 wurde Nová Lehota nach Handlová eingemeindet.

## Bevölkerung
| Jahr:                | 1994.  | 2004.   | 2014.   | 2024.    |
| -------------------- | ------ | ------- | ------- | -------- |
| Anzahl der Personen: | 18.185 | 17.805  | 17.518  | 15.457   |
| Unterschied:         |        | -2,08 % | -1,61 % | -11,76 % |

| Jahr:                | 2023.  | 2024.   |
| -------------------- | ------ | ------- |
| Anzahl der Personen: | 15.608 | 15.457  |
| Unterschied:         |        | -0,96 % |

Bei einer Volkszählung im Jahre 2001 hatte Handlová 18.018 Einwohner. 96,14 % von ihnen waren Slowaken, 0,86 % Roma, 0,85 % Ungarn, 0,67 % Tschechen und 0,24 % Deutsche.
46,10 % gehörten keiner Religionsgemeinschaft an, 44,74 % waren römisch-katholisch und 2,42 % Lutheraner.

## Persönlichkeiten
- Theo Irrgang (1939–2023), Priester
- Brigitte Irrgang (1943–1954), ermordete deutsche Schülerin, Glaubenszeugin des 20. Jahrhunderts
- Karol Dobiaš (* 1947), Fußballspieler
- Stanislav Mikus (* 1953), Bildhauer
- Martin Škrtel (* 1984), Fußballer
- Erik Grendel (* 1988), Fußballer
- Vera Lacková (* 1989), Romni-Filmproduzentin und Filmregisseurin
- Marek Viedenský (* 1990), Eishockeyspieler

## Städtepartnerschaften
Handlová unterhält Partnerschaften mit der deutschen Stadt Voerde und der tschechischen Stadt Zábřeh (deutsch Hohenstadt an der March).